# سنجاب الطائر القزم الياباني
سنجاب الطائر القزم الياباني (الاسم العلمي Pteromys momonga) (باليابانية ニホンモモンガ; بانظام هيبورن Nihon momonga)، حيوان لبون من فصيلة السنجابيات وجنس سنجاب العالم القديم الطائر. موطنه اليابان حيث يعيش في الغابات شبه الألبية والغابات الشمالية دائمة الخضرة في جزر هونشو وكيوشو. وهو ينمو حتى طول 20 سم (8 بوصات) وله غشاء يربط بين معصميه وكاحليه، مما يجعله ينزلق من شجرة إلى أخرى. خلال النهار يختبئ هذا السنجاب في ثقوب، عادة في أشجار الصنوبر، يسرح ليلاً ليتغذى على البراعم والأوراق واللحاء والفواكه والبذور. لا يواجه هذا السنجاب أي تهديدات معينة، وله نطاق واسع وهو شائع نسبياً، ويصنفه الاتحاد الدولي لحفظ الطبيعة على أنه «نوع أقل أهمية».